# 莎拉·阿里·罕
莎拉·阿里·罕（英語：Sara Ali Khan，1995年8月12日—）是印度寶萊塢女演員。她出生於一個贵族家庭，祖先曾是印度土邦Pataudi的納瓦卜。莎拉的祖父曾擔任印度板球代表隊的隊長、祖母莎米拉·泰戈則是一名來自加尔各答名門的知名寶萊塢女演員。她的父親賽伊夫·阿里·罕、母亲安姆麗塔·辛格及继母卡琳娜·卡浦爾均是寶萊塢演员。
2016年大学毕业后，她拍摄了她首套電影《Kedarnath》并获得好评。阿里·罕的第二部电影是《辛巴》。

## 外部連結
- 莎拉·阿里·罕在互联网电影资料库（IMDb）上的資料（英文）
- 莎拉·阿里·罕的Instagram帳戶
- 萨拉·阿里·汗在豆瓣上的资料（简体中文）